# Eldar Sætre
Eldar Sætre (né le 8 février 1956) est un homme d'affaires norvégien qui depuis le mois de février 2015 occupe le poste de PDG du groupe Equinor. Il occupait auparavant la position par intérim depuis octobre 2014.

## Biographie

### Jeunesse
Eldar Sætre est né à Vartdal (Ørsta) le 8 février 1956, fils d'un charpentier. Il est titulaire d'une maîtrise de la Norwegian School of Economics.

### Carrière
Il rejoint Equinor (alors Statoil) en 1980. Il est un personnage clé lors de la cotation de la société à la Bourse d'Oslo et à la Bourse de New York en 1981 à la suite de sa privatisation. Il intègre le comité de Direction en 2003, d'abord en tant que CFO et de 2010 à 2014 en tant que directeur du Marketing, de la Transformation et de l'énergie Renouvelable. Directeur financier, il joue un rôle important lors de la fusion de Statoil avec Hydro Oil & Gas en 2007. Il est également responsable de la stratégie de commercialisation du gaz naturel en Europe.
À la démission de Helge Lund du poste de PDG du groupe Equinor (alors Statoil) en 2014, Sætre est nommé PDG par intérim. D'abord réticent à occuper le poste de façon permanente, il change d'avis après avoir été sollicité par le conseil d'administration en décembre 2014.
Il est depuis février 2015, membre du conseil d'administration de Strømberg Gruppen et Trucknor.
En 2020, il est remplacé à la tête du géant pétrolier par Anders Opedal.

### Vie privée
Eldar Sætre vit à Sandnes.